# Felix Baur
Felix Rolf Baur (* 12. Mai 1992 in Heidelberg; † 22. Dezember 2013 in Winterthur) war ein Schweizer Radrennfahrer.

## Leben und Karriere
Felix Baur begann mit dem Radsport beim RMV Elgg und wurde dort von dem ehemaligen Schweizer Meister Godi Schmutz trainiert. 2010 gewann er eine Etappe des GP Rüebliland für Junioren und wurde Vierter in der Gesamtwertung des luxemburgischen Junioren-Rennens GP Général Patton. Bei den UCI-Strassen-Weltmeisterschaften der Junioren 2010 belegte er im Strassenrennen Platz 45.
2011 wurde Baur vom UCI Continental Team Atlas Personal-Jakroo unter Vertrag genommen, nachdem er 2011 bei Price your Bike als Stagiaire gefahren war. Zudem gehörte er zur Schweizer Nationalmannschaft. 2013 errang er seinen grössten Erfolg mit dem achten Platz bei der Berner Rundfahrt.
Am 18. Dezember 2013 wurde Felix Baur beim Strassentraining in Spanien von einem Auto angefahren und erlitt schwere Kopfverletzungen. Vier Tage später starb er im Alter von 21 Jahren im Kantonsspital Winterthur.
Auch die Schwester von Baur, Caroline, ist eine erfolgreiche Radrennfahrerin (Schweizer Junioren-Meisterin im Einzelzeitfahren 2013).